# Hadviselés (film)
A Hadviselés (eredeti cím: Warfare) 2025-ben bemutatott brit–amerikai háborús film, amelyet saját forgatókönyvükből Ray Mendoza és Alex Garland rendezett. A film Mendoza az iraki háborúban az amerikai haditengerészet katonájaként szerzett tapasztalatain alapul, és egy olyan eseményt mutat be, amelyet ő és szakasza 2006. november 19-én, a Ramádi csata után élt át. A forgatókönyv a szakasz tagjainak beszámolóiból származik. A főbb szerepekben D’Pharaoh Woon-A-Tai, Will Poulter, Cosmo Jarvis, Kit Connor, Finn Bennett, Joseph Quinn, Charles Melton, Noah Centineo és Michael Gandolfini látható. A filmet a szakasz tagjának, Elliott Millernek (a filmben Jarvis alakítja) ajánlják, aki az incidensben elvesztette a lábát és a beszédkészségét.
Világpremierje 2025. március 16-án volt a chicagói Music Box Theatre-ben, az Amerikai Egyesült Államokban 2025. április 11-én, az Egyesült Királyságban április 18-án mutatta be az A24. Magyarországon az Amazon Prime Video mutatta be 2025. június 15-én. Általánosságban pozitív visszajelzéseket kapott a kritikusoktól, és 32,8 millió dolláros összbevételt ért el.

## Cselekmény
2006-ban, a ramádi csata során az Alpha One nevű Navy SEAL szakasz sötétség leple alatt elfoglal egy helyi házat. Miután felfedezik, hogy a felső emelet egy különálló lakás, áttörnek egy falat, hogy bejuthassanak. A JTAC kommunikációs tiszt, Ray Mendoza légi támogatást koordinál, hogy figyelemmel kísérjék a pozíciójukat, miközben a mesterlövész és egyben orvos, Elliott Miller a szemközti piacon tartja a megfigyelést. Ők tűztámogatást biztosítanak egy amerikai tengerészgyalogos hadművelethez.
A tolmácsok, Farid és Noor megtudják, hogy a ház két szintjén különböző családok élnek, és arra kérik őket, hogy maradjanak a helyükön. Ray és Elliott fokozott ellenséges aktivitást észlelnek, miközben a légi támogatás elhagyja a térséget. Az ANGLICO hadnagya, McDonald rádión légi egységeket kér, a tolmácsok pedig figyelmeztetnek, hogy az ellenség fegyverbe szólító üzenetet sugárzott. A parancsnok, Erik megbízza a tolmácsokat azzal, hogy őrizzék az alsó szintet. Egy gránátot dobnak be a mesterlövész szobájába, amely megsebesíti Elliottot, míg Tommy és Frank agyrázkódást szenvednek. CASEVAC-ot hívnak Elliott evakuálására. Az előkészületek során a csapat összegyűjti fegyvereit és működésbe hozza a Claymore aknákat. A sűrű füstön keresztül az iraki tolmácsok kivezetik Elliottot, Samet, Tommyt és Eriket a várakozó M2 Bradley harcjárműhöz. Amint a jármű rámpája leereszkedik, egy rögtönzött robbanószerkezet (IED) lép működésbe, megölve az egyik tolmácsot, Faridot, és megsebesítve Elliottot, valamint a vezető altisztet, Samet. A Bradley, maga is veszteségeket szenvedve, visszavonul.
Az Alpha One visszavonul és újjászervezi magát a házban. Odabent ellátják a súlyosan sérült Samet és Elliottot, utóbbi eszméletlen. Erik sürgősen hívja az Alpha Two egységet, hogy települjenek át a pozíciójukra, de a haladásukat utcai tűzharcok akadályozzák. A légi támogatás visszatér, de mivel az ellenséges harcosok túl közel vannak az Alpha One állásaihoz, McDonald csak egy erődemonstrációt tud koordinálni. Ray megállapítja, hogy Samnek érszorítóra van szüksége, de remegő kezei miatt képtelen felhelyezni azt. Ehelyett a térdét nyomja Sam sebére, ami fokozza annak fájdalmát. Ray pszichésen elzárkózik a helyzettől, így Erik lép közbe, és ő helyezi fel az érszorítót. Elliott magához tér és fájdalmasan kiált fel, miközben McDonald megpróbálja ellátni. Elliott a táskájában lévő morfiumhoz irányítja őt, amit végül Elliottnak és Samnek is beadnak.
Az Alpha Two és a harmadik egység elérik az Alpha One épületét. A súlyosan kimerült Erik átadja a parancsnokságot az Alpha Two vezetőjének, Jake-nek. Jake evakuációs kérelmét elutasítják, mivel félnek egy újabb IED-támadástól. Ezért parancsot ad kommunikációs tisztjének, Johnnak, hogy utánozza a hadsereg egyik parancsnokát, és így próbálja meg jóváhagyatni az evakuációt. A felszerelést összegyűjtik az utcáról, mielőtt Elliottot és Samet külön-külön Bradley járműbe helyezik. A csapat visszatér a házba, miközben a felkelők gyülekeznek a környéken. Attól tartva, hogy az ellenség a tetőről beszivárgott a második emeletre, Jake két másik Bradleyt irányít, hogy semmisítsék meg az épület felső szintjét. Egy újabb erődemonstráció fedezete alatt az Alpha One és az Alpha Two egységeit evakuálják a Bradleyk, miközben heves kézifegyveres tűz alá kerülnek, miközben elhagyják a környéket. A házban lévő családok lassan előbújnak a szobáikból, és rájönnek, hogy a katonák elmentek. Az életben maradt lázadók óvatosan összegyűlnek az utcán, és tanulmányozzák Farid maradványait.
A film egy zárófelirattal ér véget: Elliottért. A stáblista előtt a valódi SEAL Team 5 tagjai láthatók, akik részt vettek a küldetésben, és közreműködtek a film elkészítésében.

## Szereplők
Mendoza és Miller kivételével minden valós személyiség álnevet kapott a karakteréhez.
| Szerep                                                                               | Színész              | Magyar hang       |
| ------------------------------------------------------------------------------------ | -------------------- | ----------------- |
| Sam Első Tiszt                                                                       | Joseph Quinn         | Czető Roland      |
| Jake, felügyelőtiszt-helyettes Szakaszprancsok Helyettes                             | Charles Melton       | Baráth István     |
| Ray Mendoza, kommunikátor / JTAC-tiszt                                               | D’Pharaoh Woon-A-Tai | Juhai Bence       |
| Erik, felügyelőtiszt Parancsnok Szakaszparancsnok \|\| Will Poulter \|\| Penke Bence |                      |                   |
| Elliott Miller, szanitéc / főmesterlövész                                            | Cosmo Jarvis         | Varga Gábor       |
| Tommy, lövész                                                                        | Kit Connor           | Czető Ádám        |
| John, kommunikátor / JTAC tiszt                                                      | Finn Bennett         | Bergendi Áron     |
| Frank, mesterlövész                                                                  | Taylor John Smith    | Hajdu Tibor       |
| McDonald hadnagy                                                                     | Michael Gandolfini   | Szabó Andor       |
| Laerrus őrmester                                                                     | Adain Bradley        | Tokaji Csaba      |
| Brian / Zawi, lövész                                                                 | Noah Centineo        |                   |
| Brock, mesterlövész                                                                  | Evan Holtzman        |                   |
| Aaron, irányító                                                                      | Henry Zaga           | Kádár-Szabó Bence |
| Mikey, vezető / lövész                                                               | Alex Brockdorff      |                   |
| Farid Tolmács Iraki Különleges Erők \|\| Nathan Altai \|\|                           |                      |                   |
| Noor Tolmács Iraki Különleges Erők                                                   | Donya Hussen         |                   |
| Bob                                                                                  | Aaron Deakins        |                   |

### Magyar változat
- Magyar szöveg: Szojka László
- Hangmérnök: Fábián Tibor
- Kreatív supervisor: Varga Fruzsina
- Szinkronrendező: Martin Adél
- Produkciós vezető: Gyarmati Zsolt

A szinkront a Masterfilm Digital készítette el.

## A film készítése
2024 februárjában bejelentették, hogy az A24 egy háborús filmet fejleszt Ray Mendoza és Alex Garland közreműködésével, amely Garland Polgárháború című filmjét követi. A páros írta a forgatókönyvet, és együtt rendezték a filmet is. A bejelentés idején Charles Meltonnal folytak tárgyalások a főszerepről, és Joseph Quinnt is fontolóra vették a szerepre. D’Pharaon Woon-A-Tai 2024 márciusában kapta meg maga Mendoza szerepét, miközben megerősítették, hogy a cím Warfare lesz, emellett Kit Connor, Cosmo Jarvis, Will Poulter és Finn Bennett is csatlakozott a szereplőgárdához. Még abban a hónapban Garland bejelentette, hogy visszavonul a filmrendezéstől, és inkább a forgatókínyvírásra koncentrál; bejelentette, a Warfare rendezői szerepe inkább mellékszerep lesz Mendoza munkájának. 2024 áprilisában Noah Centineo, Taylor John Smith, Adain Bradley, Michael Gandolfini, Henry Zaga és Evan Holtzman csatlakozott a filmhez. A forgatás 2024. májusában kezdődött az egyesült királyságbeli Bovingdon Airfield stúdióban.

## Bemutató
A Hadviselés 2025. április 11-én jelent meg az A24 forgalmazásában az Amerikai Egyesült Államokban. A filmet 2025. március 12-én mutatták be a Los Angeles-i Hollywood American Legion Theaterben veteránok és a katonai közösség tagjai előtt, és a vetítés után kérdéseket és válaszokat is kaptak a rendezők. Vörös szőnyeges premierje 2025. március 27-én volt Los Angelesben. A film brit premierje 2025. április 1-jén volt a Battersea Power Station moziban, amelyen a szereplők és a stáb nagy része is részt vett, majd 2025. április 18-án került az Egyesült Királyságban bemutatásra.

### Bevételi adatok
2025. május 30-ig a Hadviselés 26 millió dolláros bevételt ért el az Amerikai Egyesült Államokban és Kanadában, 6,8 millió dollárt más területeken, ami világszerte 32,8 millió dolláros összbevételt eredményezett.
Az Egyesült Államokban és Kanadában a Hadviselés Az amatőr, a Gyilkos randi és a Királyok királya mellett került a mozikba, és a nyitóhétvégén 2670 moziból 6-9 millió dolláros bevételre számítottak. Az első napon 3,6 millió dollárt hozott, ebből 1,16 millió dollárt a heti előzetes vetítésekből. A film 8,3 millió dollárral debütált, és a negyedik helyen végzett a jegypénztáraknál. A második hétvégén 4,9 millió dollárt termelt a film (41%-os csökkenés), és az ötödik helyen végzett.

### Díjak és jelölések
| Díj                         | Időpont            | Kategória         | Átvevő(k)  | Eredmény | Forrás |
| --------------------------- | ------------------ | ----------------- | ---------- | -------- | ------ |
| Critics Choice Super Awards | 2025. augusztus 7. | Legjobb akciófilm | Hadviselés | Jelölve  | [ 27 ] |